# Lista rezervațiilor naturale din județul Brăila
Lista rezervațiilor naturale din județul Brăila cuprinde ariile protejate de interes național (rezervații naturale), aflate pe teritoriul administrativ al județului Brăila, declarate prin Legea Nr. 5 din 6 martie 2000 (privind aprobarea Planului de amenajare a teritoriului național - Secțiunea a III-a - arii protejate).

## Lista ariilor protejate
| Denumirea ariei protejate | Cod       | Localizare                                   | Categorie IUCN | Tip          | Suprafață (ha) | Observații (foto) |
| ------------------------- | --------- | -------------------------------------------- | -------------- | ------------ | -------------- | ----------------- |
| Lacul Jirlău - Vișani     | RONPA0277 | Galbenu, Jirlău și Vișani                    | IV             | avifaunistic | 630            |                   |
| Pădurea Camenița          | RONPA0276 | Șuțești                                      | IV             | forestier    | 1,30           |                   |
| Balta Mică a Brăilei      | RONPA0017 | Berteștii de Jos, Chiscani, Mărașu, Stăncuța | V              | mixt         | 17.529         | parc natural      |